# Troféu Inconfidência 2022
Il Troféu Inconfidência 2022 è stata la terza edizione di questa coppa dello Stato brasiliano del Minas Gerais organizzata dalla FMF.
Il trofeo è stato vinto dal Democrata-GV, al suo primo successo nella competizione dopo aver superato il Tombense in finale per 1-0.

## Formato
La competizione prevede quattro partecipanti ovvero i club classificatisi dal quinto all'ottavo posto della prima fase del Campionato Mineiro 2022. Il torneo si articola in semifinali e finale con match di andata e ritorno. In seguito il format è stato modificato e la finale è stata disputata con un unico incontro.

## Squadre partecipanti
|  | América-MG   |  | 5º classificato nel Campionato Mineiro 2022 |
|  | Villa Nova   |  | 6º classificato nel Campionato Mineiro 2022 |
|  | Democrata-GV |  | 7º classificato nel Campionato Mineiro 2022 |
|  | Tombense     |  | 8º classificato nel Campionato Mineiro 2022 |

## Risultati

### Tabellone
|  | Semifinali | Semifinali   | Semifinali | Semifinali | Semifinali |  |  | Finale | Finale       | Finale |  |
|  |            |              |            |            |            |  |  |        |              |        |  |
|  | 6          | Villa Nova   | 2          | 1          | 3          |  |  |        |              |        |  |
|  | 7          | Democrata-GV | 1          | 3          | 4          |  |  | 7      | Democrata-GV | 1      |  |
|  | 5          | América-MG   | 1          | 1          | 2          |  |  | 8      | Tombense     | 0      |  |
|  | 8          | Tombense     | 3          | 1          | 4          |  |  |        |              |        |  |

### Semifinali

#### Risultati
| Squadra 1  | Totale | Squadra 2    | Andata | Ritorno |
| ---------- | ------ | ------------ | ------ | ------- |
| Villa Nova | 3 - 4  | Democrata-GV | 2 - 1  | 1 - 3   |
| América-MG | 2 - 4  | Tombense     | 1 - 3  | 1 - 1   |

##### Andata
| Arbitro: | Paulo Cesar Zanovelli |

|                                    |           |                     |
| Vinicius Mingotti 9’, 57’ Ciel 89’ | Marcatori | 77’ Gustavo Marques |

| Arbitro: | Wanderson Alves de Souza |

|                    |           |                                         |
| Vini Locatelli 15’ | Marcatori | 4’ Thiago Mosquito 89’ Eduardo Thomasel |

##### Ritorno
| Arbitro: | Hieger Tulio Cardoso |

|                   |           |          |
| Éder Ferreira 74’ | Marcatori | 63’ Ciel |

| Arbitro: | Antônio Márcio Teixeira da Silva |

|                |           |                                                             |
| Renan Mota 49’ | Marcatori | 47’ Gabriel Ferreira 60’ Vini Locatelli 74’ Gabriel Batista |

### Finale
La finale si è svolta il 3 aprile 2022.
| Squadra 1    | Risultato | Squadra 2 |
| ------------ | --------- | --------- |
| Democrata-GV | 1 - 0     | Tombense  |

### Tabellino
| Arbitro: | André Luiz Skettino Policarpo Bento |

|                     |           |  |
| Gabriel Ferreira 8’ | Marcatori |  |

| Democrata | Tombense |

#### Formazioni
| Democrata (4-4-2) |    |                  |       |     |
|                   |    |                  |       |     |
| P                 | 12 | Lucão            | 80’   |     |
| D                 | 2  | Matheus Pivô     | 18’   |     |
| D                 | 13 | Gabriel Ferreira |       | 52’ |
| D                 | 4  | Gabriel Batista  |       |     |
| D                 | 6  | Weslley          | 29’   |     |
| C                 | 8  | Thomás           | 85’   |     |
| C                 | 15 | Vini Locatelli   |       | 60’ |
| C                 | 10 | Mateusinho       |       |     |
| C                 | 7  | Marcelinho       |       | 7’  |
| A                 | 18 | Chico            | 70’   | 73’ |
| A                 | 9  | Pedrinho         | 31’   | 60’ |
| Sostituzioni:     |    |                  |       |     |
| D                 | 1  | Diego Vitor      |       |     |
| D                 | 3  | Rafael Caldeira  |       | 52’ |
| D                 | 14 | Matheus Carioca  |       | 60’ |
| D                 | 16 | Júlio Lima       |       |     |
| C                 | 5  | Luquinha         |       |     |
| C                 | 17 | Yan Carlos       |       |     |
| C                 | 19 | Thiaguinho       |       | 60’ |
| C                 | 20 | João Paulo       |       |     |
| A                 | 11 | Filipe Carvalho  |       | 73’ |
| A                 | 21 | Matheus Bidick   | 90+6’ | 73’ |
| A                 | 22 | Robertinho       |       |     |
| Allenatore:       |    |                  |       |     |
| Arthur Trovão     |    |                  |       |     |

| Tombense (4-3-3) |    |                   |       |     |
|                  |    |                   |       |     |
| P                | 1  | Rafael Santos     | 90+7’ |     |
| D                | 2  | Diego Ferreira    |       | 62’ |
| D                | 3  | Moisés Lucas      |       |     |
| D                | 4  | Jordan            |       |     |
| D                | 6  | Manoel            |       |     |
| C                | 5  | Gustavo Cazonatti |       |     |
| C                | 8  | Alison Joé        |       | 78’ |
| C                | 10 | Jean Lucas        |       | 83’ |
| A                | 7  | Keké              | 18’   | 62’ |
| A                | 11 | Everton Galdino   |       | 78’ |
| A                | 99 | Ciel              |       |     |
| Sostituzioni:    |    |                   |       |     |
| P                | 12 | Felipe Garcia     |       |     |
| P                | 26 | Léo Lang          |       |     |
| D                | 13 | David Junio       |       | 62’ |
| D                | 14 | Patrick           |       |     |
| C                | 17 | Matheus Paquetá   |       | 78’ |
| C                | 20 | Lucas Santos      |       | 83’ |
| A                | 16 | Kleyton Pego      |       |     |
| A                | 18 | Gabriel Henrique  |       | 78’ |
| A                | 19 | Vinicius Mingotti |       | 62’ |
| Allenatore:      |    |                   |       |     |
| Hemerson Maria   |    |                   |       |     |

## Classifica marcatori
| Gol | Rigori |  | Giocatore         | Squadra         |
| --- | ------ |  | ----------------- | --------------- |
| 2   |        |  | Gabriel Ferreira  | Democrata (GV)  |
| 2   |        |  | Vini Locatelli    | Democrata (GV)  |
| 2   |        |  | Ciel              | Tombense        |
| 2   |        |  | Vinicius Mingotti | Tombense        |
| 1   |        |  | Gabriel Batista   | Democrata (GV)  |
| 1   |        |  | Thiago Mosquito   | Villa Nova      |
| 1   |        |  | Eduardo Thomasel  | Villa Nova      |
| 1   |        |  | Renan Mota        | Villa Nova      |
| 1   |        |  | Gustavo Marques   | América Mineiro |
| 1   |        |  | Éder Ferreira     | América Mineiro |